# Gert-Jan Bruggink

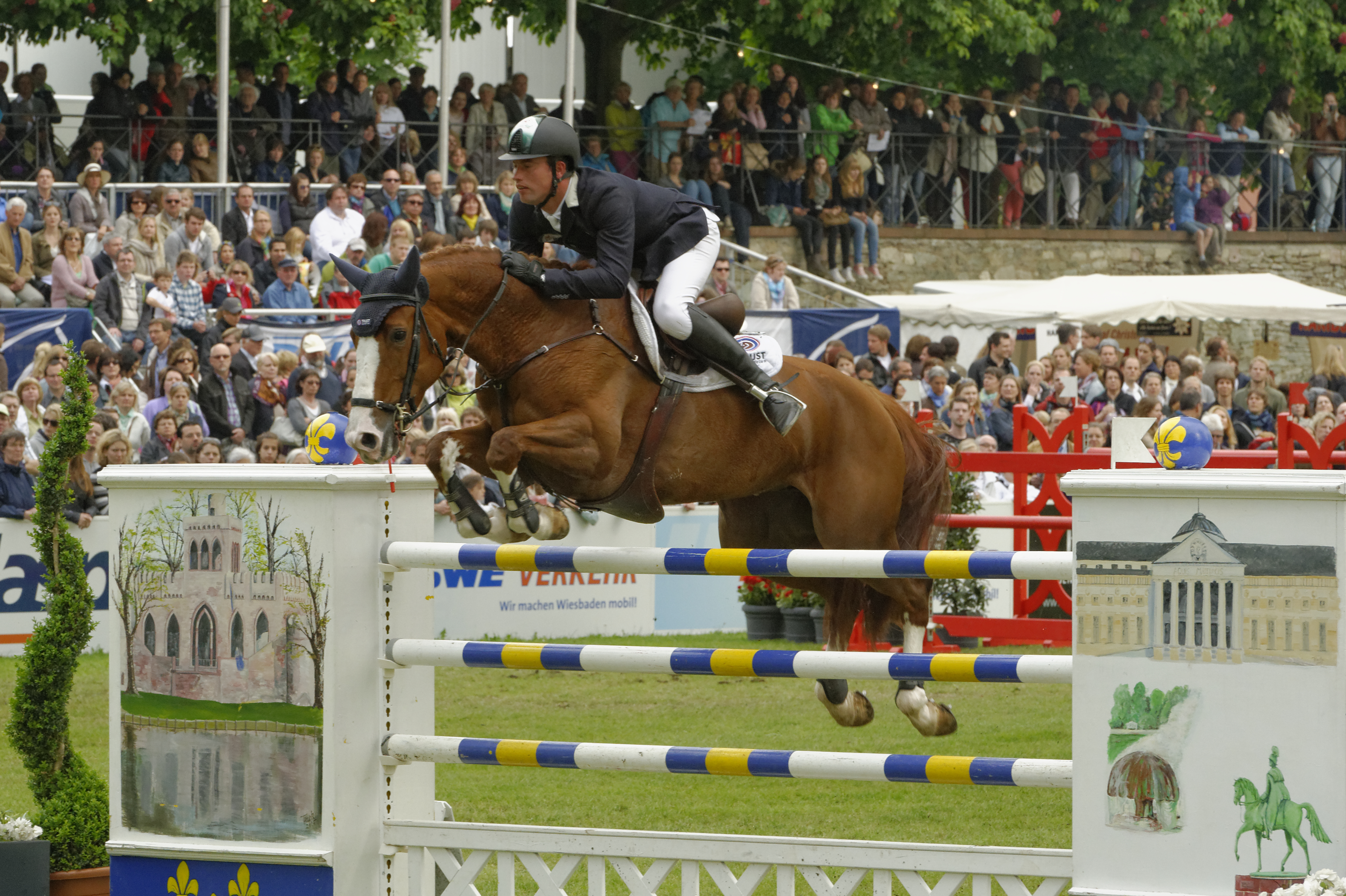
Gert-Jan Bruggink met Andrea op de International PfingstTurnier Wiesbaden 2013

 Gert Jan Jozef Bruggink (Weerselo, 17 maart 1981) is een Nederlands springruiter. Hij nam eenmaal deel aan de Olympische Spelen, maar won hierbij geen medailles.
Zijn eerste grote succes was dat hij in teamverband op de Wereldruiterspelen in 2002 in Jerez de la Frontera, een vijfde plaats behaalde. In 2004 behaalde hij met Joël en het team bestaande uit Leopold van Asten (met Fleche Rouge), Gerco Schröder (met Monaco) en Wim Schröder (met Montreal) een vierde plaats op de Olympische Spelen in Athene.

## Paarden (selectie)
- Joël, bruine ruin
- Sarantos, donkerbruine dekhengst
- Primeval Wings, vosruin
- Primeval Dejavu, Oympische Spelen Rio met nieuwe eigenaar
- Chanyon, Olympische Spelen Peking met nieuwe eigenaar

## Weblinks
[Bearbeiten | Quelltext bearbeiten]
- https://stalhetoosterbrook.com/en/

## Erelijst (selectie)

### Olympische Spelen
- Athene, 2004: vierde plaats in teamverband met zijn paard Joël.

### Wereldkampioenschappen
- 2001: vijfde plaats in teamverband met zijn paard Joël.

### Europese kampioenschappen
- 1998: Europees kampioen junioren in teamverband
- 2001: Europees kampioen individueel

### Nederlandse kampioenschappen
- 1997: Nederlands kampioen junioren
- 1998: Nederlands kampioen junioren
- 1999: Nederlands kampioen junioren
- 2002: Nederlands kampioen senioren

2013 Nederlands kampioen senioren

### Grote Prijs
- 2004: Winnaar Grote Prijs van Europa in Aken
- 2004: Winnaar Grote Prijs van 's-Hertogenbosch
- 2004: Winnaar Grote Prijs van Rotterdam
- 2007: Tweede plaats Grote Prijs van Maastricht met zijn paard Primeval Wings
- 2008: Winnaar Grote Prijs van Amsterdam met zijn paard Sarantos

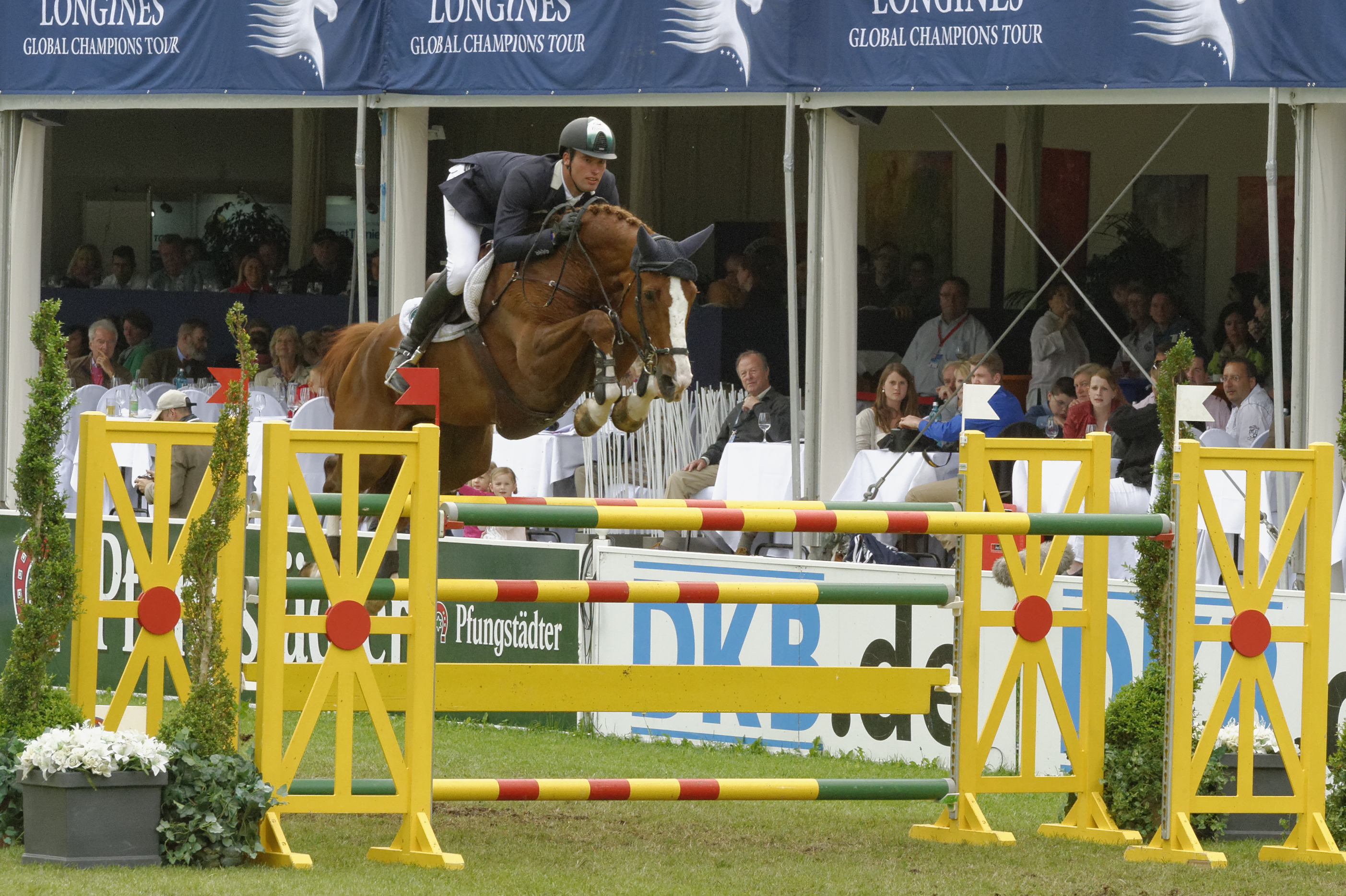
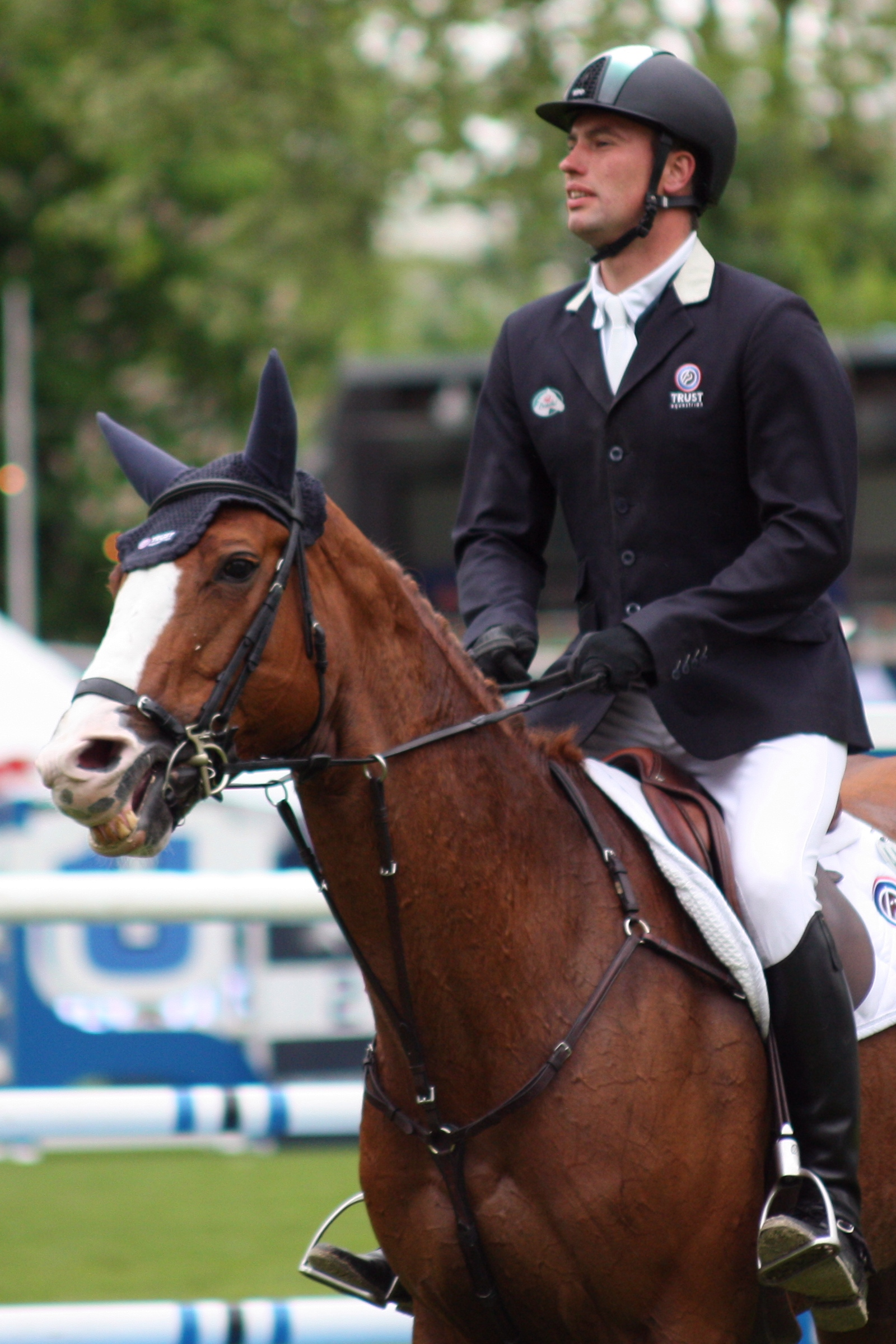
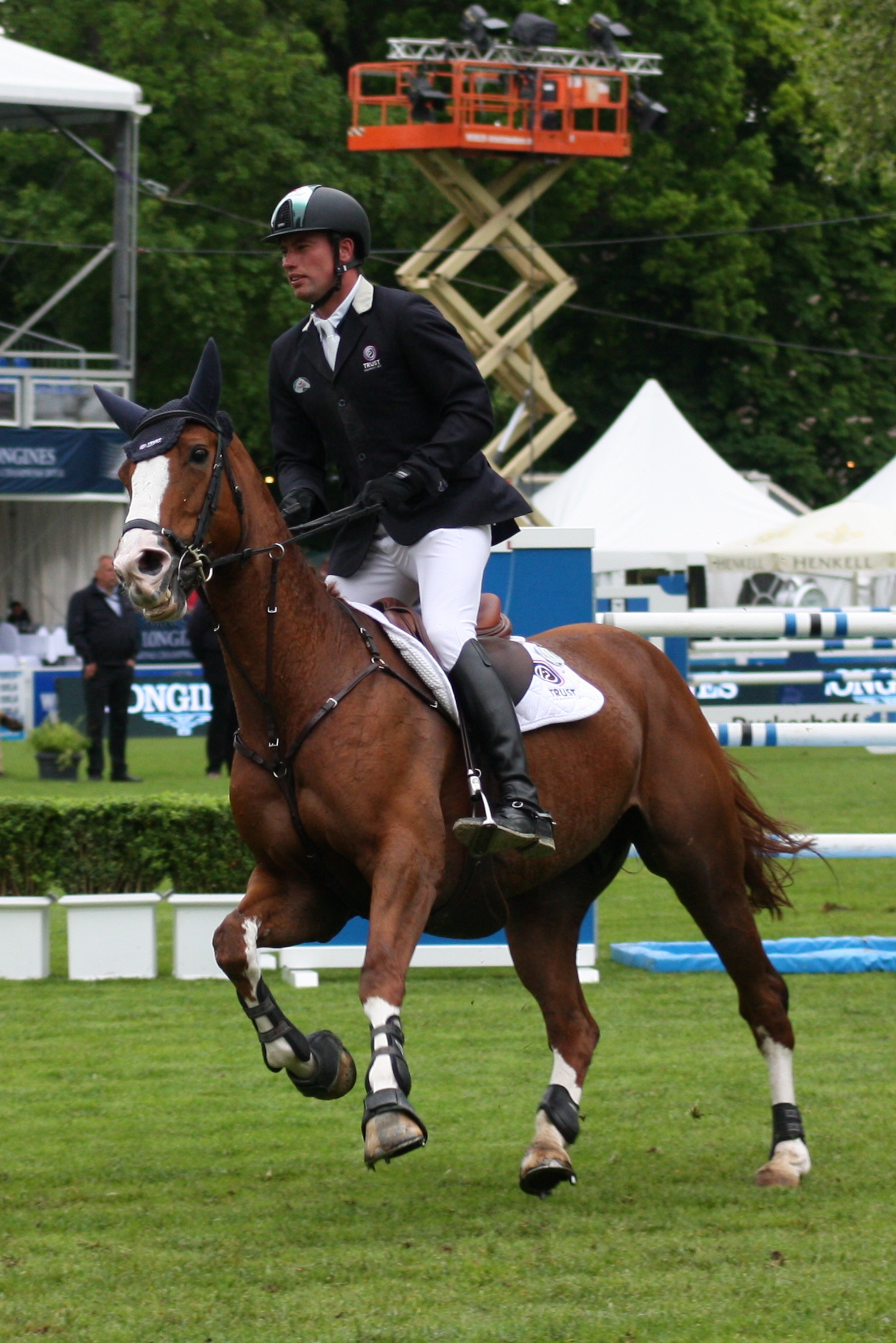